# Big Island (Nunavut)
Big Island (Inuktitut: Qikiqtarjuaq) ist eine unbewohnte Insel in der Qikiqtaaluk-Region des kanadischen Territorium Nunavut. Sie liegt vor der Südküste von Baffin Island in der Hudson Strait. Die teilweise nur 3 km breite White Strait trennt die beiden Inseln voneinander. Der nächste Ort ist das etwa 30 km nordöstlich auf Baffin Island gelegene Kimmirut. Die Landfläche beträgt 803 km².
Weitere Inseln in der unmittelbaren Nachbarschaft sind Emma Island und Rabbit Island, High Bluff Island und die Upper Savage Islands.
Es gibt noch zwei weitere, wesentlich kleinere Inseln in der Qikiqtaaluk-Region von Nunavut, die ebenfalls Big Island genannt werden.